# Wenus z Milo
Afrodyta z Melos (gr. Ἀφροδίτη τῆς Μήλου) lepiej znana jako Wenus z Milo – marmurowa rzeźba z okresu hellenistycznego z ok. 130–100 r. p.n.e. Jest eksponowana w Luwrze.

## Historia
Została znaleziona przez greckiego wieśniaka Jorgosa 8 kwietnia 1820 roku w okolicach teatru na terenie akropolu w Adamas, w głównym porcie greckiej wyspy Milos, leżącej w archipelagu Cyklad na Morzu Egejskim. Posąg w imieniu francuskiego ambasadora w Turcji, markiza de Rivière, kupił francuski żeglarz Jules Dumont d’Urville. Figura jeszcze wtedy miała ręce. Według legendy straciła je, gdy statek d’Urville’a roztrzaskał się o skały w pobliżu wyspy. Markiz de Rivière sprezentował Wenus Ludwikowi XVIII. Od 1821 posąg znajduje się w Luwrze.

## Opis rzeźby
Figura wykonana jest z marmuru paryjskiego (z wyspy Paros). Ma 2,02 metra wysokości. Półnaga bogini ma szatę opuszczoną poniżej bioder (podobnie jak Wenus wyżymająca włosy z Muzeum Watykańskiego). Lewa noga jest na czymś wsparta. Przypuszcza się, że na żółwiu. Kiedyś w lewej ręce trzymała prawdopodobnie jabłko, a kończyna była wsparta na kolumnie podtrzymującej jej ciężar.
Jest to rzeźba anonimowego twórcy ze szkoły rodyjskiej z około 130–100 r. p.n.e. Niektórzy badacze przypuszczają, że twórcą mógł być Agesandros z Rodos. Ma charakter kompilacyjny. Naśladuje Wenus z Kapui (IV wiek p.n.e.), która z kolei jest naśladownictwem Afrodyty Lizypa.